# Predátoři
Predátoři je americký akční film s prvky sci-fi, který roku 2010 natočil režisér Nimród Antal. Jde o nepřímé pokračování filmů Predátor s Arnoldem Schwarzeneggerem z roku 1987 a Predátor 2 (1990). Producent Robert Rodriguez pojmenoval film množným číslem obdobně, jako tomu bylo u filmu Vetřelci.
Příběh svádí do souboje lidskou rasu a mimozemské lovce zvané predátoři.

## Příběh
Několik lidí se probouzí při volném pádu ve vzduchu. Na sobě mají padáky, které se ale otevírají až při určité nadmořské výšce, jeden se neotevře vůbec. Royce (Adrien Brody) se jako první setkává s Cuchillem (Danny Trejo) z mexického drogového kartelu. Záhy se k nim přidávají voják Specnaz Nikolaj (Oleg Taktarov), sniperka Izraelských obranných sil Isabelle (Alice Braga), člen Jednotné revoluční fronty Mombasa (Mahershalalhashbaz Ali), vězeň FBI čekající na vykonání rozsudku smrti Stan (Walton Gogins), zabiják Jakuzy Hanzo (Louis Ozawa Changchien) a doktor Edwin (Topher Grace).
Při více či méně silné spolupráci se všichni snaží dostat z džungle do nejbližší civilizace, ale posléze přichází k útesu, kde na obloze uvidí cizí, blízké planety a je zřejmé, že již nejsou vůbec na Zemi. Cestou také potkávají útočiště zabitého neznámého vojáka, který všude nastražil pasti na něco velkého, a je tedy zřejmé, že právě něco velkého bude tentokrát lovit je. Jdou tedy dále, ale záhy se ozve dupot. Vrhají se na ně podivná zvířata.
Když společně zvířata pobijí svými zbraněmi, jdou po jejich stopách, dokud nedorazí do tábora s děsivou atmosférou: na stromech jsou za nohy pověšena těla stažená z kůže a všude na zemi jsou pohozeny lidské lebky… Najdou predátora, který je přivázaný ke stromu. Když k němu Nikolai přiloží kulomet, predátor se pohne a upoutá pozornost svých objevitelů… Mombasa je záhy probodnut třemi železnými kopími. Royce zahlédne tři neviditelné přízraky se svítícíma očima. Tým začne po příchozích pálit. Lovci palbu opětují. Jedna střela Nikolaiovi poškodí kulomet. Tým nakonec uteče.
V džungli je najde člen námořní pěchoty Noland Roland (Lawrence Fishburne), který na planetě přežil za pomoci výzbroje a výstroje, kterou lovcům ukradl. Mariňák hosty zavede do své skrýše v nefunkčním těžebním stroji, tam jim vysvětlí, že byli loveni mimozemskými lovci a že byli na planetu vyhozeni z jediného důvodu: aby se stali živou kořistí pro novou rasu predátorů. V noci je ale Noland zradí a pokusí se všechny zadusit kouřem. Poté je sám zabit superpredátorem. Skupina z místa utíká a začíná finální lov. Postupně umírá jeden člen skupiny za druhým, až nakonec zůstane jen Royce, Isabelle a Edwin…

## Obsazení
| Adrien Brody           | Royce, žoldák, bývalý voják speciálních jednotek americké armády      |
| Alice Braga            | Isabelle, sniperka izraelských obranných sil                          |
| Topher Grace           | Edwin, lékař                                                          |
| Laurence Fishburne     | Roland Noland, příslušník amerického letectva                         |
| Oleg Taktarov          | Nikolaj, příslušník skupiny Alfa ruských speciálních jednotek Specnaz |
| Danny Trejo            | Cuchillo, člen mexického drogového kartelu                            |
| Walton Goggins         | Stans, vězeň z cely smrti                                             |
| Louis Ozawa Changchien | Hanzo, zabiják Jakuzy                                                 |
| Mahershalalhashbaz Ali | Mombasa, člen jednotky RUF ze Sierry Leone                            |

## Recenze
- František Fuka, FFFilm.name 1. července 2010: 70 % [2]
- Tomáš Chvála, Kinobox.cz 2. července 2010: 75 % [3]
- Ondřej Vosmík, Movie Zone 9. července 2010: 7 z 10 bodů [4]
- Marek Čech, AVmania.cz 12. července 2010: 7 z 10 bodů [5]
- Kamil Fila, Aktuálně.cz 14. července 2010: „Jak vůbec hodnotit snímek, který se vzpírá dnešním kritériím, napodobuje staré a často zastaralé prvky filmů, jaké se dnes už netočí, a přitom trpí různými neduhy dnešní kinematografie (hodně příliš rychlých záběrů, viditelné digitální triky) a nepřináší v zásadě nic nového? Nejlépe smířlivě.“[6]